# Маньхуа
Маньхуа́ (кит. трад. 漫畫, упр. 漫画, пиньинь Mànhuà) — китайские комиксы. Под этим понятием объединяют все комиксы, выпущенные в Китае, а также переводы японской манги на китайский язык. Несмотря на значительный рост производства маньхуа в материковом Китае, большинство комиксов по-прежнему выпускаются на Тайване и в Гонконге. Считается, что первым автором маньхуа был Томасу Чу (Tomasu Chew).

## Название
В западных языках принято разделять мангу (японские комиксы), манхву и маньхуа. Однако в языках самих этих стран все эти слова записываются одинаковыми иероглифами и обозначают комиксы вообще. Если, например, китаец хочет подчеркнуть, что он говорит именно о манге, а не маньхуа, то он скажет «комиксы (маньхуа) в японском стиле» (日式漫画). Слово впервые появилось в Японии в начале XIX века и дословно означает «гротески», «странные (или весёлые) картинки».

## История
В своей книге Комиксы Гонконга: история маньхуа (ISBN 1-56898-269-0) Вэньди Сюи Вонг пишет, что китайские комиксы «включают в себя карикатуры, комиксы и ляньхуаньту (традиционная китайская иллюстрированная книга рассказов с картинками) различных форм и стилей». Ляньхуаньту (连环图 — дословно «цепочка картинок», «связанные картинки») отличается от традиционных комиксов тем, что картинки в них занимают всю страницу и сопровождаются простыми подписями без «облачков».
Рисунки, напоминающие современные комиксы и карикатуры, существовали в Китае с древних времён и на протяжении всей его истории. Наиболее древние образцы подобных изображений сохранились в виде каменных барельефов и рисунков на гончарных изделиях, а также в виде сатирических рисунков эпохи Мин (1368—1644 н. э.) и Цин (1643—1911 н. э.). В качестве времени зарождения традиционных китайских маньхуа обычно полагают пространный период с 1867 по 1927 гг. Традиционные маньхуа активно развивались вплоть до «культурной революции» (1966—1976 гг.), фактически прервавшей естественное культурное развитие Китая на 10 лет. В это же время активно начали развиваться современные маньхуа в Гонконге и на Тайване — во многом под влиянием японской манги.
В 1980-е гг. искусство традиционных маньхуа стало понемногу возрождаться, однако в начале 1990-х гг. в материковый Китай стали проникать современные маньхуа из Гонконга и Тайваня и японская манга. Они стремительно завоевали рынок КНР, практически не оставив шансов традиционным китайским маньхуа. Сейчас многие в Китае, особенно, молодёжь, ассоциируют слово «маньхуа» только с современными комиксами. В 90-х гг. в КНР было крайне неразвито законодательство в отношении прав на интеллектуальную собственность, что привело к расцвету пиратских маньхуа. Китайское правительство отреагировало большой кампанией по упорядочиванию рынка маньхуа, в пылу борьбы с пиратством закрыв первый в КНР посвящённый манге и маньхуа журнал «Король комиксов» (《画书大王》). В то же время для защиты рынка правительство КНР запустило «Проект развития детских маньхуа в Китае» (сокращённо «Проект 5155»), благодаря которому в Китае появилось множество журналов комиксов и художников маньхуа. При этом в большинстве своём китайские материковые маньхуа до сих пор уступают в качестве и количестве маньхуа Гонконга и Тайваня, которые наряду с переводной японской мангой пользуются наибольшей популярностью у читателей КНР.

## Классификация
Классификация маньхуа довольно расплывчата и во многом пересекается с классификацией японской манги. В китайской Википедии маньхуа делится на следующие категории:
- По читательской аудитории:
  - Маньхуа для мальчиков — отличаются военной, приключенческой или научно-фантастической тематикой. Основной аудиторией являются мальчики и юноши до 18 лет, однако среди читателей есть немало девочек и взрослых людей.
  - Маньхуа для девочек — отличаются тонкой и чёткой отрисовкой и тематикой школьных или любовных отношений. Основной аудиторией являются девочки до 18 лет, однако среди читателей есть немало мальчиков и взрослых людей.
  - Молодёжные маньхуа — ориентированы на молодых людей в возрасте от 18 до 25 лет. В содержании отражены вопросы взросления и любовных (в том числе сексуальных) отношений.
  - Женские маньхуа — ориентированы на домохозяек либо бизнес-леди. В содержании отражены проблемы более взрослой жизни, главными героями, как правило, являются взрослые мужчины и женщины.
  - Маньхуа для взрослых — ориентированы на людей старше 18 лет. В содержании затрагиваются различные вопросы, такие как политика, экономика, история, культура и др. Они также могут содержать изображения секса и насилия.
    - Эротические маньхуа
      - Лоликун (лоликон)
      - Чжэнтайкун (сётакон)

    - Порно-маньхуа (хентай)

При этом в маньхуа для девочек также могут быть войны, фантастика и приключения. В маньхуа для мальчиков также могут затрагиваться темы школьных отношений и любви с позиции мальчика. В детских маньхуа могут также появляться темы, характерные для взрослых маньхуа (за исключением секса).
- По количеству изображений:
  - Одиночные маньхуа — состоят из одного рисунка, как правило, цветные с изображением человека либо пейзажа, очень редко содержат сюжет.
  - Короткие маньхуа — как правило, состоят всего из нескольких страниц, в журналах обычно целиком публикуются в одном номере.
  - Длинные маньхуа — длина практически неограничена, в журналах могут публиковаться частями в течение нескольких лет или даже нескольких десятков лет.
- По теме:
  - Научно-фантастические маньхуа.
  - Школьные маньхуа — маньхуа об отношениях школьников или студентов.
  - Фэнтези-маньхуа — действия происходят в абсолютно отличном от нашего мире.
  - Даньмэй-маньхуа (яой) — основной целевой аудиторией являются девушки и женщины, а также часть мужчин. Основная тематика — гомосексуальные отношения мужчин, какими они могут предстать в воображении женщины. Изначально появились в Японии, но затем распространились на китаеязычные регионы (включая Тайвань и КНР), где сейчас активно развивается движение додзиндзё (см. додзинси).
- По месту производства:
  - Тайваньские маньхуа — отличительной особенностью является добавление элементов традиционной китайской графики гунбихуа, а также чёрно-белым исполнением. Основные представители: Цай Чжичжун и Чжэн Вэнь.
  - Гонконгские маньхуа — тематика гонконгских маньхуа это, как правило, войны, драки, мафия — то есть, всё то что в кинематографе объединяется под понятием боевик. В Гонконге также производится немало комических маньхуа. Основные представители: Ван Цзэ, Чэнь Моу, Вон Юклон и др.

Материковые маньхуа пока ещё не сформировали собственного стиля, в КНР наибольшей популярностью пользуются маньхуа из Гонконга и Тайваня, а также переводная японская манга.
- По рейтингу возрастных ограничений：
  - Маньхуа с рейтингом 1 — подходят для любого возраста, крайне ограниченное содержание насилия и отношений полов. На их издание, импорт и экспорт не накладываются ограничения (за исключением маньхуа, запрещённых для детей младше 18 лет; для подобной продукции необходимо составлять особую декларацию, а также взять обязательство не продавать её детям младше 18 лет).
  - Маньхуа с рейтингом 2 — не подходят для читателей моложе 21 года. В них содержится определённый контент секса и насилия, однако не превышающий границы, установленные международными правилами.
  - Маньхуа с рейтингом 3 — содержание секса и насилия превышает рамки международных правил, считаются неподходящими для читателей любого возраста. Во многих странах запрещено издание и распространение подобной продукции.

Согласно классификации Вэньди Сюи Вонг гонконгские маньхуа делятся на:
- Сатирические и политические маньхуа
- Комические маньхуа
- Маньхуа-боевики
- Детские маньхуа (маньхуа по мотивам древних китайских легенд)

## Известные авторы
- Никки Ли
- Вон Юклон

## Известные наименования
- Прованс (Provence)
- КЭТ (CAT — Confidential Assassination Troop)
- Деньги на бочку! (Show Me the Money)
- Любовь онлайн (Net Love)
- Первый номер (The One)
- Священная мелодия (Divine Melody)
- Аватар короля (The King’s Avatar)

## Список издательств маньхуа

### Гонконг
- Fluid Friction Comics
- HK Comics Ltd.
- Jademan Comics (в прошлом вошел в состав Hong Kong Stock Exchange)
- Culturecom Comics

### Тайваньские издатели манхвы
- Tong Li Comics
- Ching Win
- daran
- Ever Glory Publishing
- Min-Hsien Cultural
- Sharp Point Publishing

### Русский
- Фабрика комиксов
- Истари комикс

### Американские
- Tokyopop
- Yen Press
- ComicsOne
- DrMaster

### Английские
- Bamboo Press Ltd

### Французские
- Glénat
- Xiao Pan

### Индонезия
- M&C Comics

### Бразильские
- Panini Comics
- Conrad Editora

### Сингапурские
- TCZ Studio